# 蒙育瓦鎮區
蒙育瓦鎮區為緬甸實皆省蒙育瓦縣的鎮區。2014年人口372,095人，區域面積671.85平方公里。蒙育瓦為該鎮區之行政中心。

## 外部連結
- Maplandia World Gazetteer （页面存档备份，存于）